# Peter A. Diamond
Peter Arthur Diamond (n. 29 aprilie 1940, New York City, New York, SUA) este un economist american.
Este bine cunoscut pentru analiza sa privind politicile de securitate socială în SUA și pentru munca sa cu Consiliul consultativ privind Securitatea Socială între 1980 și 1990.
A primit Premiul Nobel pentru Economie în 2010, împreună cu  Dale T. Mortensen și Christopher A. Pissarides „pentru o teorie care ajută la înțelegerea modului în care șomajul este afectat de politicile guvernamentale”.